# 徐佩弦
徐佩弦（？年—？年），號去袁，四川成都府仁寿县人。明末政治人物。

## 生平
萬曆四十六年（1618年）戊午科四川乡试舉人，崇祯四年（1631年）辛未科进士，吏部观政后，五年授江西撫州府崇仁县知县，崇祯九年重修县城北城。